# Ангарские хутора (резиденция)
Ангарские Хутора — резиденция губернатора Иркутской области , состоящая из комплекса коттеджей и расположенная в 57 километрах от города Иркутска на берегу реки Ангара.

## История
- В резиденции в разное время отдыхал Борис Ельцин[2].
- в 1993 году здесь прошла встреча президента Бориса Ельцина и Гельмута Коля[2].

## Описание комплекса
- К планируемому приезду Президент Путина В.В. в 2011 году резиденция была модернизирована. В числе модернизаций были построены бассейн, сделали сауну, выстроили тренажерный и массажные залы.